# South China Bowl 2017
Il South China Bowl 2017 ((ZH)  粤港碗, Yuè gǎng wǎn) è stata la 2ª edizione dell'omonimo torneo di football americano.

## Squadre partecipanti
| Club                   | Città     | Stadio | Sponsor ufficiale | Risultato nella stagione 2016 |
| ---------------------- | --------- | ------ | ----------------- | ----------------------------- |
| Guangzhou Apaches      | Canton    |        |                   |                               |
| Hong Kong Combat Orcas | Hong Kong |        |                   |                               |
| Hong Kong Warhawks     | Hong Kong |        |                   |                               |
| Taipei Predators       | Taipei    |        |                   |                               |
| Zhuhai Berserkers      | Zhuhai    |        |                   |                               |

## Prima fase

### Incontri
| 22 aprile 2017 | Zhuhai Berserkers | 2 – 20 | Guangzhou Apaches |  |

| 22 aprile 2017 | Hong Kong Warhawks | 14 – 12 | Hong Kong Combat Orcas |  |

| 13 maggio 2017 | Guangzhou Apaches | 40 – 8 | Zhuhai Berserkers |  |

| 14 maggio 2017 | Hong Kong Combat Orcas | 14 – 22 | Taipei Predators |  |

| 22 luglio 2017 | Hong Kong Warhawks | 20 – 14 | Taipei Predators |  |

### Classifiche
Le classifiche della regular season sono le seguenti:
- PCT = percentuale di vittorie, G = partite giocate, V = partite vinte,  P = partite perse, PF = punti fatti, PS = punti subiti

#### Guangdong
| Pos. | Squadra           | PCT   | G | V | N | P | PF | PS |
| ---- | ----------------- | ----- | - | - | - | - | -- | -- |
| 1    | Guangzhou Apaches | 1.000 | 2 | 2 | 0 | 0 | 60 | 10 |
| 2    | Zhuhai Berserkers | .000  | 2 | 0 | 0 | 2 | 10 | 60 |

#### Hong Kong-Taipei
| Pos. | Squadra                | PCT   | G | V | N | P | PF | PS |
| ---- | ---------------------- | ----- | - | - | - | - | -- | -- |
| 1    | Hong Kong Warhawks     | 1.000 | 2 | 2 | 0 | 0 | 34 | 26 |
| 2    | Taipei Predators       | .500  | 2 | 1 | 0 | 1 | 36 | 34 |
| 3    | Hong Kong Combat Orcas | .000  | 2 | 0 | 0 | 2 | 26 | 36 |

## II Finale
| 24 giugno 2017 | Hong Kong Warhawks | 20 – 6 | Guangzhou Apaches |  |

## Verdetti
- Hong Kong Warhawks Vincitori del South China Bowl 2017